# Out of Line
Out of Line è una casa discografica tedesca con sede a Berlino, inizialmente specializzata in musica elettronica e successivamente anche in metalcore e industrial metal.

## Artisti
- Accessory
- Aesthetic Perfection
- Agonoize
- Amduscia
- And One
- Angels & Agony
- Ashbury Heights
- Bile
- Blutengel
- Clay People
- Client
- Combichrist
- Crocodile Shop
- Dear Strange
- Destroid
- Deus ex Machina
- Die Form
- DIN (A) TOD
- Dulce Liquido
- Elegant Machinery
- Faith & The Muse
- God Module
- Hanzel und Gretyl
- Haujobb
- Hocico
- Icon of Coil
- KiEw
- Kirlian Camera
- Lola Angst
- Marsheaux
- Miss Construction
- Necessary Response
- Negative Format
- Neuroactive
- The Horrorist
- Pankow
- Rabia Sorda
- Spahn Ranch
- Spetsnaz
- Switchblade Symphony
- System Syn
- Ten56.
- Terminal Choice
- Till Lindemann
- Tristesse de la Lune
- Yeht Mae